# 塩分濃度差発電
塩分濃度差発電（えんぶんのうどさはつでん）は、塩水と淡水間に生じる浸透圧や蒸気圧力の差を電力に変換する発電方式である。
河川の水を上流に240m押し上げるほどのエネルギーをも発生させると言われる。